# Johann Heinrich Zedler

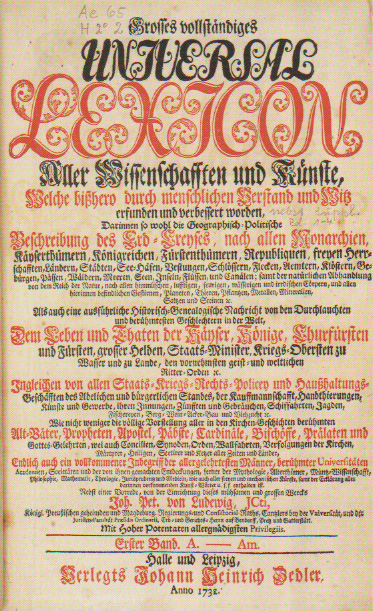
Das von Zedler verlegte Universal-Lexicon gilt heute als die bedeutendste deutschsprachige Enzyklopädie des 18. Jahrhunderts. Zedlers Name ist so eng mit dem Lexikon verbunden, dass das Werk heute zumeist kurz als „der Zedler“ bezeichnet wird. Entgegen der Angabe auf dem hier abgebildeten Titelblatt erschien der erste Band bereits zur Leipziger Michaelismesse des Jahres 1731.

Johann Heinrich Zedler (* 7. Januar 1706 in Breslau, Fürstentum Breslau; † 21. März 1751 in Leipzig, Kurfürstentum Sachsen) war ein deutscher Buchhändler und Verleger. Sein wichtigstes Verdienst war die Begründung des Grossen vollständigen Universal-Lexicons Aller Wissenschafften und Künste, das sich zur umfassendsten deutschsprachigen Enzyklopädie des 18. Jahrhunderts entwickelte.

## Leben
Nach einer Buchhändlerlehre gründete Zedler 1726 zunächst im obersächsischen Freiberg und dann 1727 in dem damaligen Verlags- und Buchhandelszentrum Leipzig eine eigene Verlagsbuchhandlung. Mit einer zwischen 1728 und 1733 erschienenen elfbändigen Ausgabe der Schriften Martin Luthers (sogenannte „Leipziger Lutherausgabe“, 1729–1734, 11 Bände, Registerband 1740) brachte er sein erstes größeres Verlagsprodukt auf den Markt. Als Gründungsverleger des 1731 begonnenen und zu seinen Lebzeiten auf insgesamt 64 Bände angewachsenen Universal-Lexicons geriet Zedler in einen langjährigen Konflikt mit der etablierten Leipziger Verlegerschaft und musste sein Projekt bis zur Mitte der 1730er Jahre immer wieder gegen die Klagen seiner Konkurrenten verteidigen.
Spätestens im Frühjahr 1737 erfolgte der finanzielle Zusammenbruch und der Aufkauf des fortan nur noch nominell von Zedler geführten Verlags durch den Leipziger Geschäftsmann Johann Heinrich Wolf (* 1690). Finanziert von Wolf konnte Zedler neben dem Universal-Lexicon auch andere zuvor begonnene Werke wie etwa die Allgemeine Staats- Kriegs- Kirchen- und Gelehrten-Chronicke (1733–1754, 22 Bände) fortführen. Zedlers neue Verlagswerke wie etwa das Handelslexikon Allgemeine Schatz-Kammer Der Kaufmannschafft (1741–1743, 4 Bände und 1 Supplementband), Johann Gottlieb Siegels Sammlung von Wechselordnungen Corpus Juris Cambialis (1742, 2 Bände) oder der Historisch-Politisch-Geographische Atlas der gantzen Welt (1744–1749, 13 Bände) erschienen unter dem Namen des Leipziger Verlagsbuchhändlers Johann Samuel Heinsius d. Ä. (1686–1750).
1751 und damit nur ein Jahr nach dem alphabetischen Abschluss des Universal-Lexicons (bis 1754 folgten noch vier Supplementbände) starb Zedler im Alter von 45 Jahren. Sein Name lebt in der umgangssprachlichen Bezeichnung des Universal-Lexicons fort, das heute als „der Zedler“ bekannt ist.

## Leben und Werk

### Herkunft, Ausbildung und erste Selbständigkeit in Freiberg
Johann Heinrich Zedler wurde 1706 als Sohn des Schuhmachers und Breslauer Bürgers Johann Zedler geboren. Vermutlich ohne vorherige gymnasiale Ausbildung begann er eine Lehre bei dem Breslauer Buchhändler Brachvogel. Anschließend wechselte er in das Unternehmen des Hamburger Buchhändlers und Verlegers Theodor Christoph Felginer und ging nach dessen Tod im Jahr 1726 ins sächsische Freiberg. Dort heiratete er im September die aus einer angesehenen Freiberger Kaufmanns- und Ratsherrenfamilie stammende, elf Jahre ältere Christiana Dorothea Richter (1695–1755), Schwester des Verlegers David Richter. Wohl durch die Mitgift seiner Frau mit den notwendigen finanziellen Mitteln ausgestattet, eröffnete er in Freiberg eine Buchhandlung. Anders als in älterer Literatur dargestellt, betätigte Zedler sich zu dieser Zeit auch schon als Verleger.
Zedler blieb allerdings nur für kurze Zeit in Freiberg. Sein Biograph Gerd Quedenbaum vermutet, dass die Bergbaustadt zu jener Zeit keinen ausreichenden Absatzmarkt für einen Buchhändler bot (die Bergakademie wurde erst 1765 gegründet) und die Standortnachteile Freibergs Zedler schließlich bewogen, sein Unternehmen schon bald wieder aufzugeben.

### Eigenständiger Buchhändler und Verleger in Leipzig

#### Beginn der Tätigkeit in Leipzig und erstes verlegerisches Großprojekt

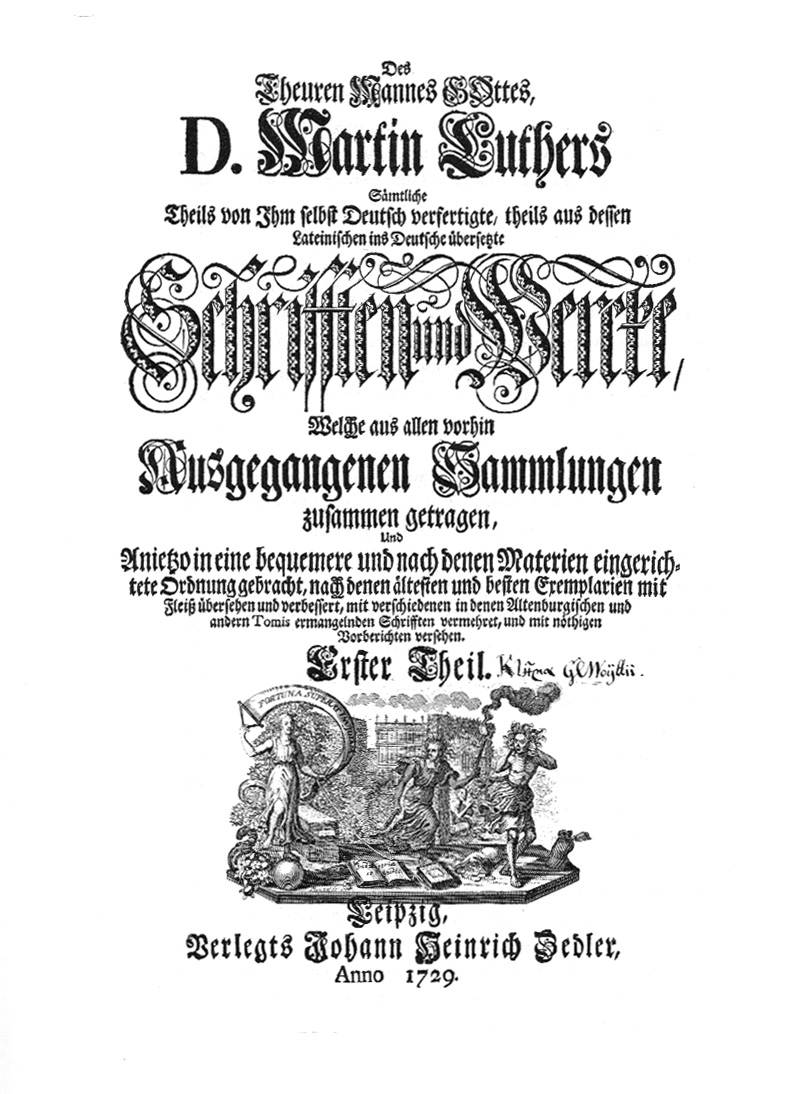
Zedlers erstes verlegerisches Großprojekt: Des Theuren Mannes GOttes, D. Martin Luthers Sämtliche … Schrifften und Wercke, Titelblatt des ersten Teils, Leipzig 1729.

Bereits 1727 verließ Zedler Freiberg und ging mit seiner Frau in die Universitäts- und Messestadt Leipzig, wo sein Name noch im selben Jahr unter den insgesamt sechzehn im Leipziger Jahrbuch genannten Verlagsbuchhändlern auftaucht. Im September kündigte Zedler sein erstes Verlagswerk nach der Übersiedlung nach Leipzig an:
„Bey Johann Heinrich Zedler, Buchhändler allhier in der Grimmischen Gasse in Kerstens Hause ist kürzlich zum Vorschein kommen: Johann Gotthard Beyers, Ursprüngliche Quellen des Indifferentismi, oder Ursachen der närrischen Meynung, man kan in allen Religionen selig werden; zur Befestigung der Wahrheit und Ausrottung der Irrthümer eröffnet, und dem Druck überlassen. Leipzig 1727“
Die Anzeige erschien kurz vor Beginn der Leipziger Michaelismesse im Oktober und zielte auf die zahlreichen Messebesucher ab, die die Stadt zu diesem Termin bevölkerten. Über den Erfolg dieses Unternehmens liegen keine Nachrichten vor, Quedenbaum vermutet aber, Zedlers Kapitaldecke könne bereits zu diesem Zeitpunkt „nicht sonderlich stark“ gewesen sein.
Schon zu Beginn des Jahres 1728 erschien in dem Leipziger Blatt Neue Zeitungen von gelehrten Sachen eine weitere Verlagsankündigung, in der Zedler „Eine neue vermehrte und verbesserte Auflage der sämtlichen Deutschen Schriften und Wercke des sel. Lutheri“ anzeigte. Anders als die bisher vorliegenden Gesamtausgaben sollte die bei Zedler verlegte und von dem Leipziger Theologen Johann Gottlieb Pfeiffer angeregte Ausgabe keine chronologische, sondern eine thematische Zusammenstellung der Schriften Martin Luthers enthalten. Damit sollte das zunächst auf sieben Bände angelegte Werk für den Hochschulgebrauch geeigneter sein als alle bisher auf dem Markt befindlichen Gesamtausgaben.
Dieses erste bedeutendere Verlagsprojekt Zedlers sollte durch die im Buchhandel des 18. Jahrhunderts übliche Praxis der Pränumeration finanziert werden. Interessenten sollten die ersten zwei Teile bis zur Ostermesse 1728 vorausbezahlen („pränumerieren“) und hierfür einen Rabatt erhalten. Die Lieferung sollte dann – gegen Pränumeration auf die folgenden zwei Teile – zur Michaelismesse Anfang Oktober erfolgen. Die Besonderheit bei Zedlers Angebot war die Tatsache, dass er das Werk „um die Helffte des sonst gewöhnlichen“ herabgesetzten Preises und damit so günstig anbot, dass ein späterer Nachdruck durch andere Buchhändler unprofitabel wurde. Da Zedler auf diese Weise kaum damit rechnen konnte, ausreichende Mittel für den Druck einwerben zu können, nahm er zusätzlich einen Kredit in Höhe von 2.665 Reichstalern bei seinem Schwager David Richter auf.
Selbst Zedler scheint durch den äußerst knappen Zeitrahmen des Unternehmens verunsichert gewesen zu sein. Obwohl er den Erscheinungstermin der ersten beiden Teile auf die Michaelismesse im Oktober 1728 festgesetzt hatte, ließ er sicherheitshalber die Jahreszahl 1729 auf das Titelblatt drucken. Trotz aller Unsicherheiten gelang es ihm aber, den genannten Liefertermin einzuhalten. Vierzehn Tage vor Messebeginn erklärte er sich per Inserat bereit, auch noch nachträgliche Pränumerationen entgegenzunehmen. Damit war ihm innerhalb eines Jahres der Aufbau eines Verlagsbuchhandels gelungen, der mit den Lutherschen Schriften ein erfolgversprechendes Produkt im Sortiment führte.
Die einzelnen Bände der Lutherausgabe – wie auch diejenigen späterer Verlagswerke – widmete Zedler hohen Standespersonen und folgte damit der zur damaligen Zeit gängigen Praxis. Die solchermaßen durch Widmungsvorrede und Portraitkupferstich geehrten Adressaten revanchierten sich nicht selten mit einer finanziellen Gegengabe oder durch die Verleihung von Ehrentiteln. Den ersten seiner Titel erhielt Zedler von Herzog Christian von Sachsen-Weißenfels, dem er den dritten Teil der Schriften Luthers gewidmet hatte. Nach Auskunft des 1749 erschienenen Eintrags zu Zedler in dessen Universal-Lexicon überreichte Zedler den Band der Lutherausgabe – für damalige Zeiten keinesfalls üblich – eigenhändig zum Geburtstag des Herzogs. Christian, der nicht nur als großer Jagdliebhaber, sondern auch als Förderer der evangelischen Kirche bekannt war, verlieh Zedler daraufhin den Titel eines preußischen Kommerzienrats.

#### Ankündigung desUniversal-Lexiconsund erste Reaktionen

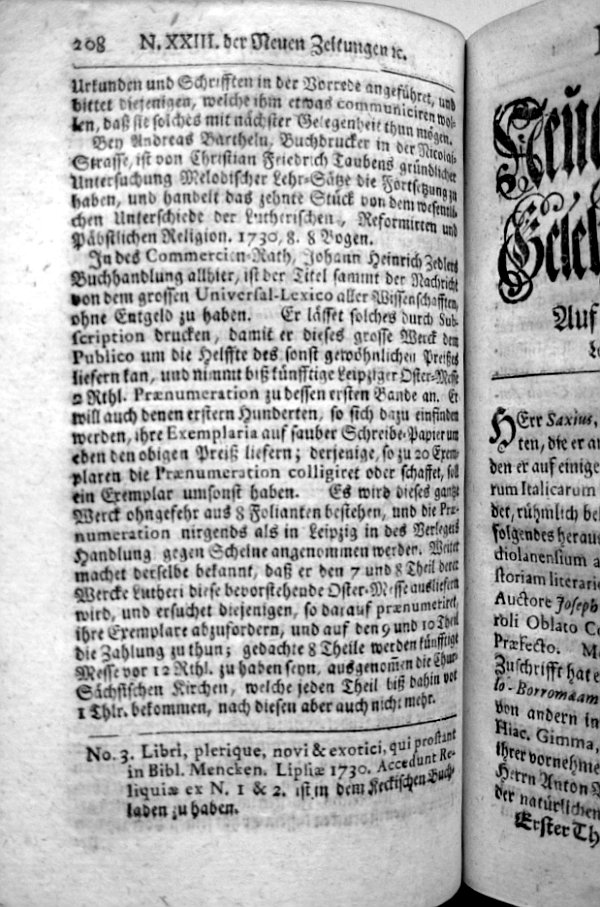
Zedler kündigt in den Neuen Zeitungen von gelehrten Sachen vom 26. März 1730 seinen Plan zum Druck eines grossen Universal-Lexicons aller Wissenschaften an und wirbt um Pränumeranten.

Am 26. März 1730 gab Zedler in den Neuen Zeitungen von gelehrten Sachen den Auslieferungstermin für den siebten und achten Teil der Lutherschen Schriften bekannt. Gleichzeitig kündigte er sein nächstes Großprojekt an – das Grosse vollständige Universal-Lexicon Aller Wissenschafften und Künste:
„In des Commercien-Rath, Johann Heinrich Zedlers Buchhandlung allhier, ist der Titel sammt der Nachricht von dem grossen Universal-Lexico aller Wissenschafften, ohne Entgeld zu haben. Er lässt solches durch Subscription drucken, damit er dieses grosse Werck dem Publico um die Hellfte des sonst gewöhnlichen Preißes liefern kan, und nimmt biß künfftige Leipziger Oster-Messe 2 Rthl. Prænumeration zu dessen ersten Bande an. Er will auch denen ersten Hunderten, so sich dazu einfinden werden, ihre Exemplaria auf sauber Schreibe-Papier um eben den obigen Preiß liefern; derjenige, so zu 20 Exemplaren die Prænumeration colligiret oder schaffet, soll ein Exemplar umsonst haben. Es wird dieses gantze Werck ohngefähr aus 8 Folianten bestehen, und die Prænumeration nirgends als in Leipzig in des Verlegers Handlung gegen Scheine angenommen werden.“
Zedler beabsichtigte also, die zahlreichen bisher verfügbaren Nachschlagewerke über die verschiedensten Wissensgebiete zu einem einzigen großen Werk zusammenzufassen. Dieser Plan eines Vierundzwanzigjährigen und noch nicht drei Jahre im Verlagsgeschäft tätigen Jungunternehmers bedeutete eine Kampfansage an die etablierte Verlegerschaft Leipzigs. Johann Friedrich Gleditsch hatte im Jahr 1704 das Reale Staats- und Zeitungs-Lexicon vorgelegt – das auf den Zeitungsleser und damit den Privathaushalt ausgerichtete Lexikon, das mit seiner dritten Auflage 1708 den Begriff Konversationslexikon gängig machte. Thomas Fritsch hatte 1709 mit dem Allgemeinen Historischen Lexicon das deutschsprachige Äquivalent zu Louis Moréris Grand dictionaire historique nachgesetzt – ein auf Fachbibliotheken und Wissenschaftler ausgerichtetes mehrbändiges Großprojekt. 1721 war Johann Theodor Jablonskis Allgemeines Lexicon Der Künste und Wissenschafften hinzugekommen – ein handliches Werk, das stärker als die kompilierenden Konkurrenten inhaltlich durchgestaltet war. Eine Reihe kleinerer Nachschlagewerke für das allgemeine Publikum ergänzten das Spektrum mit Angeboten, die wie das Frauenzimmer-Lexicon bis in die bürgerliche Haushaltung und die Domäne der Frau reichten; von 39 Lexika aus der ersten Hälfte des 18. Jahrhunderts waren allein 14 bei Gleditsch erschienen. Alle diese Werke standen nun in Gefahr, von Zedlers „Universal“-Lexikon überboten und vom Markt verdrängt zu werden.
Die erste öffentliche Reaktion aus den Kreisen der etablierten Leipziger Verlegerschaft erfolgte fünf Wochen nach Zedlers Ankündigung. Caspar Fritsch, Sohn des 1726 verstorbenen Thomas Fritsch, fürchtete um den Absatz des Allgemeinen Historischen Lexicons, dessen dritte Auflage der Verlag Fritsch Erben gerade vorbereitete. An Zedlers Angebot anknüpfend, boten nun auch Fritsch’ Erben ein Freiexemplar bei der gleichzeitigen Subskription von zwanzig Exemplaren an und versprachen darüber hinaus zusätzliche Sicherheit: „Zu der bey jetziger Zeit so nöthigen Sicherheit derer Subscribenten und Collectoren offerieren die Fritschischen Erben Caution auf alle erforderte und annehmliche Art.“

#### Kampf um das kursächsische Druckprivileg

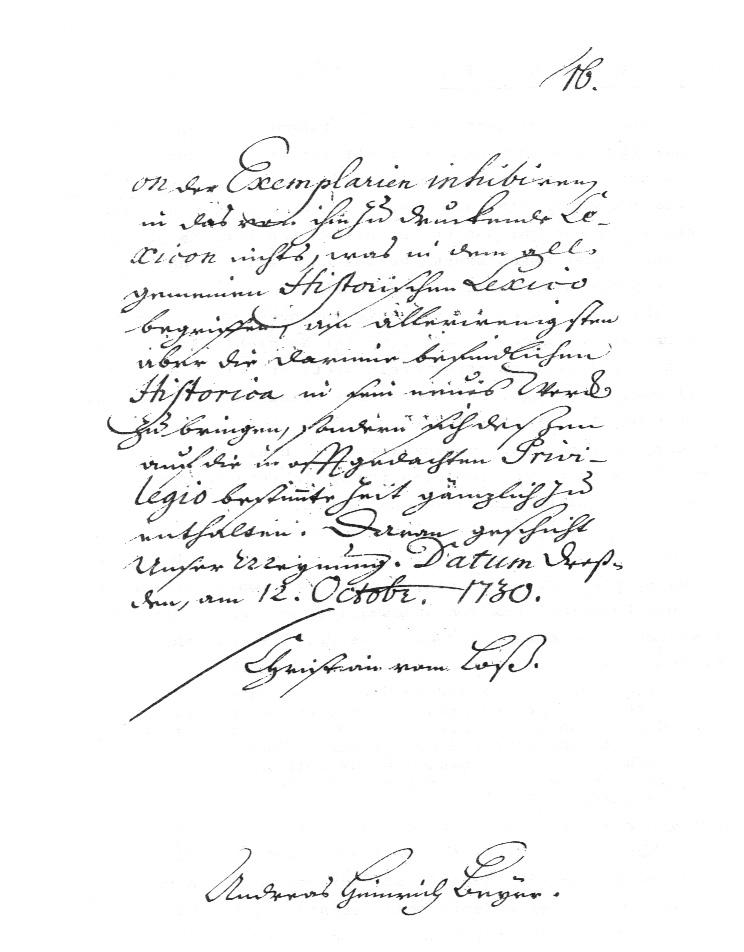
Letzte Protokollseite der Verfügung gegen Zedler mit der Ablehnung seines Privilegantrages, Leipzig 12. Oktober 1730.

Um sein für die Ostermesse 1731 angekündigtes Lexikon gegen Raubdrucke zu schützen, beantragte Zedler am 13. September 1730 ein kursächsisches Druckprivileg. Solche werkbezogenen einzelstaatlichen Privilegien wurden üblicherweise für eine Dauer von fünf bis zehn Jahren erteilt und sollten den Erstdrucker innerhalb der Landesgrenzen gegen fremde Nachdrucke absichern.
Die für die Entscheidungsvorbereitung zuständige Leipziger Bücherkommission leitete zunächst das in solchen Fällen übliche Bekanntmachungsverfahren, die sogenannte „Insinuation“, ein. In dessen Rahmen wurde eine genaue Erläuterung des Druckvorhabens zusammen mit Zedlers Privilegantrag für die Dauer von einer Woche in allen Buchläden der Stadt ausgehängt. Innerhalb dieser Frist konnten Einsprüche gegen das Vorhaben eingelegt werden.
Genau diesen Weg schlugen Caspar Fritsch und Johann Gottlieb Gleditsch, der Sohn Johann Friedrich Gleditschs, ein. Fritsch argumentierte mit dem kursächsischen Privileg, das sein Vater für das Allgemeine Historische Lexicon im Jahr 1726 für zehn Jahre erhalten hätte und verwies darauf, dass man ein Werk wie das Zedlersche Universal-Lexicon nicht anders schaffen könne, als aus bereits vorhandenen Werken abzuschreiben oder zu paraphrasieren.
Zedler erhielt die von der Leipziger Bücherkommission vorbereitete und vom Oberkonsistorium, der zuständigen leitenden Behörde in Dresden, gefällte Entscheidung über seinen Privilegantrag am 16. Oktober 1730. Das Oberkonsistorium folgte der Argumentation von Fritsch und Gleditsch, lehnte Zedlers Antrag ab und legte ihm bei Androhung einer Beschlagnahmung und 300 Talern Strafe auf,
„[…] in das von ihm zu druckende Lexicon nichts, was in dem allgemeinen Historischen Lexico begriffen, am allerwenigsten aber die darinnen befindlichen Historica in sein neues Werck bringen, sondern sich deßen auf die in offtgedachten Privilegio bekundete Zeit gänzlich zu enthalten.“
Mit diesem Urteil hatte Zedler die erste Runde in der Auseinandersetzung mit den konkurrierenden Leipziger Verlegern verloren.

#### Fortsetzung des Leipziger „Verlegerkriegs“

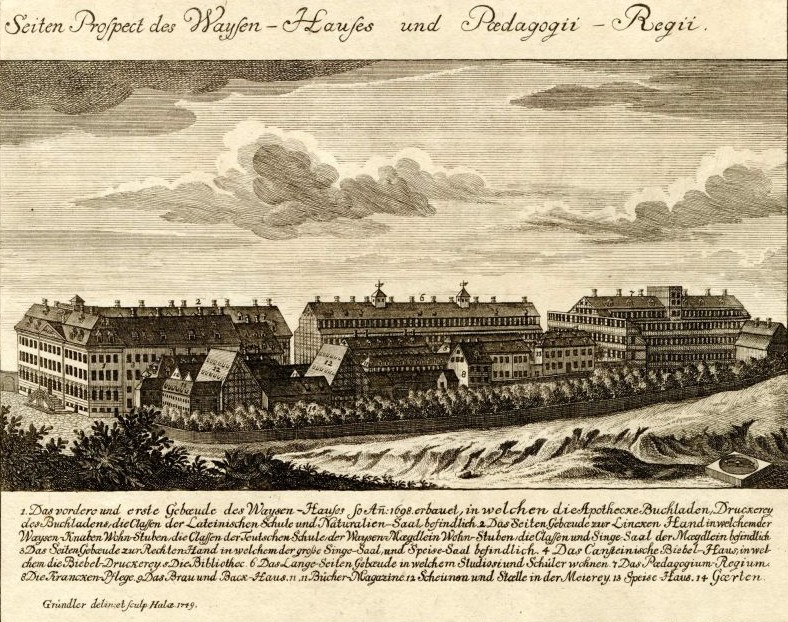
Als Reaktion auf die Widerstände in Leipzig verlegte Zedler die Produktion des Universal-Lexicons in die Druckerei des von August Hermann Francke gegründeten Waisenhauses in Halle.

Die Entscheidung des Dresdener Oberkonsistoriums hielt Zedler jedoch nicht davon ab, sein Projekt weiterzuverfolgen. Am 19. Oktober 1730 informierte er in den Leipziger Neuen Zeitungen von gelehrten Sachen darüber, dass er noch weitere Pränumerationen annehme und wies alle Plagiatsvorwürfe zurück. Zur „Ausarbeitung“ des Universal-Lexicons hätten sich „vornehme und gelehrte Männer gefunden, welche solches nicht nöthig, sondern gar wohl im Stande, ihre Articul selbsten auszuarbeiten“. Gleichzeitig erklärte er, dass er sich auch durch Neider und Feinde nicht abbringen lassen werde, noch weitere wichtige Werke herauszubringen.
Mit diesem Hinweis war sein neuestes Verlagsprojekt gemeint, ein umfangreiches Geschichtswerk unter dem Titel Allgemeine Staats-, Kriegs-, Kirchen- und Gelehrten-Chronicke. Als Herausgeber konnte Zedler Jacob August Franckenstein gewinnen, der zu jener Zeit eine Professur für Natur- und Völkerrecht an der Leipziger Universität innehatte und mit dem Verleger der Neuen Zeitungen von gelehrten Sachen, Johann Burckhardt Mencke, befreundet war. Am 24. Oktober 1730 schickte Zedler dem Rat der Stadt Leipzig den Vorabdruck des geplanten Titelblattes, diesmal jedoch ohne Privilegantrag.
Erneut regte sich Widerstand in den Kreisen der eingesessenen Verleger. Auf deren Proteste hin forderte die Leipziger Bücherkommission von Zedler schließlich – sowohl das Universal-Lexicon als auch die Staatschronik betreffend – eine Einstellung der Produktion, die Herausgabe der bereits gedruckten Bogen und einen Verzicht auf weitere Werbemaßnahmen. Darüber hinaus hatte Zedler den Urteilsspruch des Oberkonsistoriums zu drucken und bekanntzumachen. Bei Zuwiderhandlung drohte ihm die Zahlung eines Strafgeldes von 100 Talern.
Um die Auslieferung des Universal-Lexicons nicht zu gefährden, verlagerte Zedler die Produktion ins benachbarte Preußen. In Halle stand er in Kontakt mit dem Juristen und dortigen Universitätskanzler Johann Peter von Ludewig. Neben seiner Tätigkeit an der Universität war Ludewig auch leitender Mitarbeiter des Kuratoriums für das Waisenhaus in Halle. Offenbar war er es, der bewirkte, dass die an das Waisenhaus angeschlossene Druckerei den weiteren Druck des Universal-Lexicons übernahm. Um auch in Preußen vor Nachdrucken geschützt zu sein, beantragte Zedler ein königlich-preußisches Druckprivileg sowie gleichzeitig auch ein kaiserliches. Das auf Karl VI. ausgestellte kaiserliche Privileg erhielt er am 6. April 1731, das königlich-preußische Privileg nur vier Tage später.

#### Fertigstellung des ersten Lexikonbandes und Beschlagnahme
Den für den ersten Band des Universal-Lexicons vorgesehenen Auslieferungstermin zur Ostermesse 1731 konnte Zedler nicht einhalten. Deshalb kündigte er in einem Inserat in den Neuen Zeitungen von gelehrten Sachen vom 15. April 1731 an, die Auslieferung werde zur Michaelismesse im Oktober stattfinden. Gleichzeitig zeigte er seine Ernennung zum königlich-preußischen und kurfürstlich-brandenburgischen Kommerzienrat an und versicherte, das Unternehmen stehe nun „unter anderweitigen Privilegiis und Freyheits-Begnadigungen der allerhöchsten Häupter“.
Als Herausgeber des ersten Bandes fungierte Jacob August Franckenstein, das Vorwort schrieb Johann Peter von Ludewig. Über die weiteren Mitarbeiter dieses und aller weiteren Bände können bis heute nur Vermutungen angestellt werden. Der Zedler-Experte und heutige Direktor der Leipziger Universitätsbibliothek Ulrich Johannes Schneider deutet diese Anonymität – zumindest zu diesem frühen Zeitpunkt des Unternehmens – als verlegerische Strategie. Aufgrund der drohenden Klagen auf geistigen Diebstahl habe die Geheimhaltung der Namen seiner Mitarbeiter für Zedler einen Selbstschutz geboten.
In seinem Vorwort zum ersten Band des Lexikons schrieb Johann Peter von Ludewig zu diesem Punkt, Zedler lasse
„keine LEXICA, wie ihme fälschlich Schuld gegeben worden, zusammen schreiben und anderer Leute ihre Arbeit drucken. Er hält und besoldet seine neun Musen oder Mitarbeiter darauf: daß jeder selbsten in seiner Arbeit oder metier sein Heil versuchen möge. Er will aber und kan denselben den Weg und Mittel nicht verwehren und verschliessen: daß Sie nicht hierzu dienliche Bücher brauchen, und also die vorhero geschriebene LEXICA mit ansehen. […] Der Verleger läßt seine, am Ende des Wercks zu benennende neun Musen sorgen, auf welchen Felsen Sie ihre Arbeit gründen.“
Das Versprechen, die Namen der „neun Musen“ würden nach Abschluss des Werkes genannt, wurde später nicht eingehalten. Dass es sich tatsächlich um neun Beiträger handelte, wird von Schneider auch als „höchst fraglich“ eingeschätzt. Auf jeden Fall stellte das Erscheinen des ersten Bandes den Auftakt zu dem „größten europäischen Lexikon-Projekt des 18. Jahrhunderts“ (Schneider) dar.
Die Reaktion der eingesessenen Leipziger Verleger auf das Erscheinen des ersten Bandes ließ nicht lange auf sich warten. Noch während der Michaelismesse 1731 erwirkten sie bei der Leipziger Bücherkommission eine Beschlagnahme aller bisher gedruckten und noch nicht ausgelieferten Exemplare.

#### Kompromiss, Schmähschrift, erneutes Druckverbot und Ausstieg Franckensteins

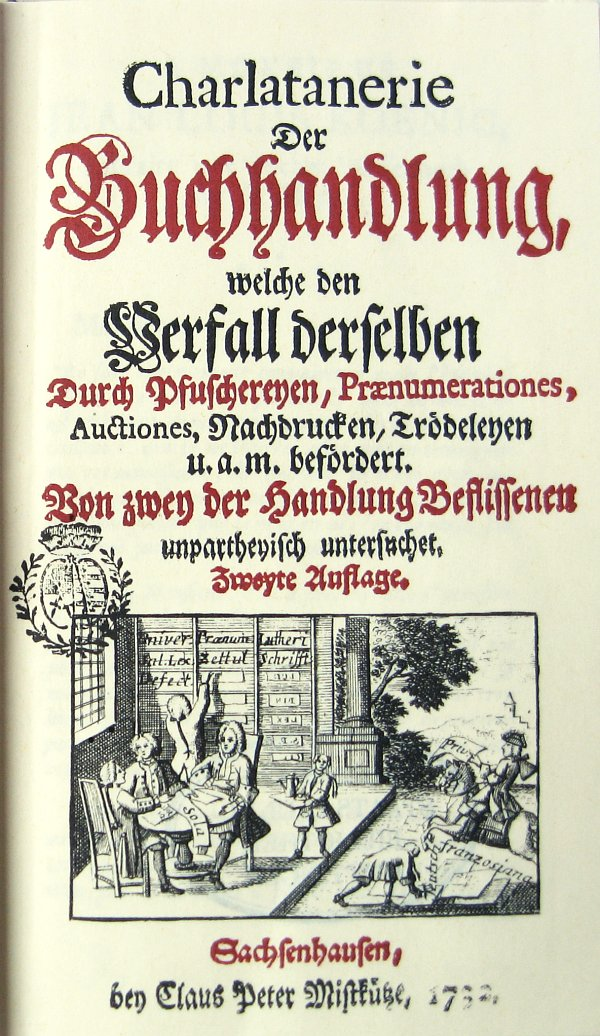
Titelblatt der 1732 veröffentlichten Schmähschrift Charlatanerie der Buchhandlung. Die Abbildung zeigt den Verkaufsraum einer Buchhandlung. Der auf dem Tisch liegende Eigenwechsel („Sola“) soll Zedlers mangelnde finanzielle Ausstattung illustrieren; die Schubfächer in der hinteren Wand sind mit „Universal. Lex.defect“, „Praenum.Zettul“ und „Lutheri Schriften“ beschriftet. Der Reiter auf der rechten Seite trägt einen Zettel mit der Aufschrift „Priv.“ (für „Privileg“). Der fingierte Verlegername „Claus Peter Mistkütze“ weckt Assoziationen an den fiktiven Verleger Pierre Marteau.

Zedler protestierte gegenüber der Leipziger Bücherkommission gegen die Beschlagnahme; die Kommission blieb aber bei ihrem einmal gefällten Urteil. Daraufhin wandte sich der Verleger an das Dresdener Oberkonsistorium und erzielte einen Teilerfolg. In seiner Entscheidung vom 14. Dezember 1731 erteilte ihm das Oberkonsistorium die Erlaubnis, seine Pränumeranten mit Exemplaren zu beliefern, die außerhalb Kursachsens gedruckt wurden. Mit diesem Kompromiss konnte Zedler seine Buchproduktion fortsetzen, durch die Transporte entstanden jedoch weitere Kosten.
In dieser Situation erschien die Schmähschrift Charlatanerie der Buchhandlung, welche den Verfall derselben durch Pfuschereyen, Prænumerationes, Auctiones, Nachdrucken, Trödeleyen u. a. m. befördert. Sie gab an, „Von zwey d[er] Handlung Beflissenen unpartheyisch untersuchet“ zu sein und zielte eindeutig auf Zedler und seine Geschäftspraktiken. Das knapp neunzigseitige Pamphlet gibt den Dialog zweier Kaufleute wieder, die sich 1731 zufällig auf der Leipziger Michaelismesse wiedersehen. In ihrer Unterhaltung prangern sie die Missstände des Buchhandels ihrer Zeit an und gehen dabei ausführlich auf die angeblich unsauberen Geschäftspraktiken Zedlers und seine unzureichenden Finanzen ein. Zedler wird des Betrugs bezichtigt, die Autoren seines Lexikons der Dummheit. Über Johann Peter von Ludewig heißt es, man wisse nicht, woher er seinen Titel und sein Vermögen habe. Eine direkte Reaktion Zedlers auf die von seinen Gegnern initiierte Schmähschrift ist nicht überliefert, Ludewig schrieb am 11. Februar 1732 in den Wöchentlichen Hallischen Anzeigen, „ein guter Freund“ habe eine Belohnung von zwölf Dukaten, 53 1/3 Reichstaler, für denjenigen ausgeschrieben, der „von dieser Läster-Rotte ein und den andern entdecken würde“.
Zedlers Gegner ließen nicht locker. Sie wandten sich erneut an das Dresdener Oberkonsistorium und drangen auf die Zahlung der im Oktober 1730 verhängten Strafe von 300 Talern. Daraufhin forderte das Oberkonsistorium am 10. März 1732 einen erneuten Bericht der Leipziger Bücherkommission an. Als diese die beiden Streitparteien um Stellungnahme bat, reichten Zedlers Gegner eine 87-seitige Liste ihrer Plagiatsvorwürfe ein. Am 24. April entschied das Oberkonsistorium, dass Zedler die Strafe in Höhe von 300 Talern zu zahlen habe und verbot ihm den weiteren Druck innerhalb der kursächsischen Landesgrenzen.
Am 26. Oktober 1732 ereilte Zedler ein weiterer Schlag: Jacob August Franckenstein teilte per Inserat in den Leipziger Neuen Zeitungen mit, dass er „wegen einiger ihme erregten Zunöthigungen künfftig mit der Zedlerischen Universal-Chronica nicht das geringste möge zu thun haben“. Doch Franckenstein stieg nicht nur aus der Arbeit an der Staatschronik aus, sondern legte kurze Zeit später auch sein Amt als Herausgeber des Universal-Lexicons nieder. Am 9. März 1733 schrieb er in den Wöchentlichen Hallischen Anzeigen:
„Hr. Hofrath D. Franckenstein erklärt sich: daß er mit der Zedlerischen Verlags-Arbeit ferner nichtes zu thun haben wolle. Mithin er auch an solcher keinen fernern Theil nehme.“
Nur zwei Monate später, am 10. Mai 1733, starb Franckenstein. Nach seinem Tod übernahm Paul Daniel Longolius die Herausgeberschaft des Universal-Lexicons.

#### Das Unternehmen gerät ins Wanken

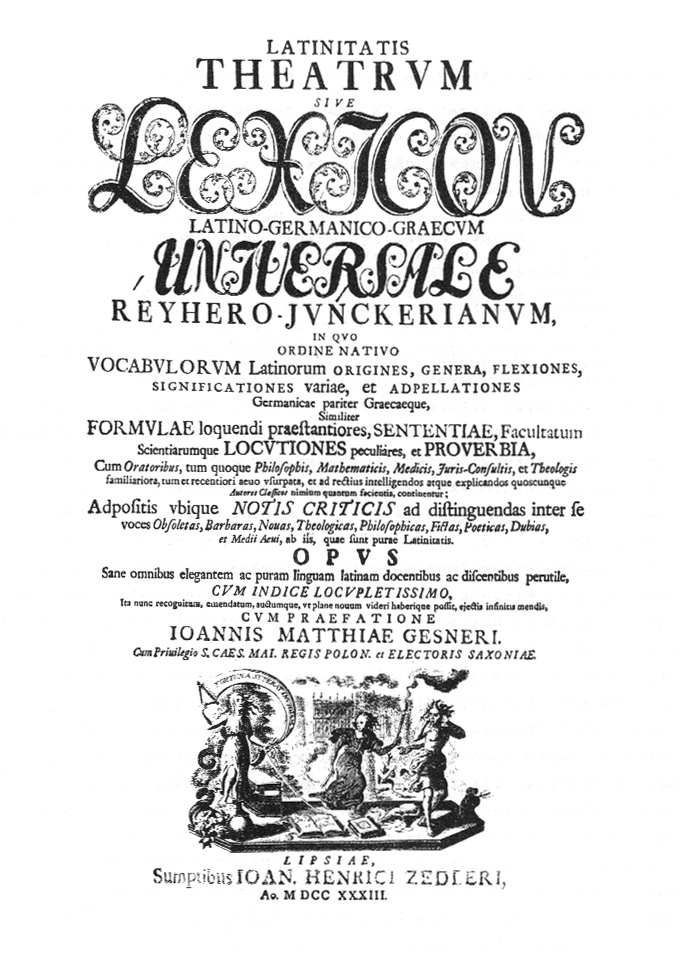
Titelblatt der von Zedler verlegten und von Johann Matthias Gesner bearbeiteten Neuauflage des Wörterbuchs Theatrum Latinitatis.

Das Frühjahr 1733 war von drei Ereignissen geprägt, die erheblichen Einfluss auf Zedlers unternehmerisches Schicksal haben sollten. Im Februar brachte Zedler unter dem Titel Eröffnetes Cabinet Grosser Herren, oder Gegenwärtiger Zustand aller Reiche und Staaten der Welt, nebst andern Merckwürdigkeiten eine Monatsschrift im Taschenbuchformat heraus. Das neue Journal zielte auf das erwachende Interesse des Publikums an Nachrichten aus dem politischen, militärischen und höfischen Bereich. Anfangs war das bis 1735 in 25 Ausgaben erschienene Cabinet wohl noch ein Erfolg, Zedlers Biograph Gerd Quedenbaum urteilt jedoch, die Publikation sei „auf Dauer gewiß kein bemerkenswerter Umsatzträger“ gewesen. Im März 1733 kaufte Zedler zudem die Verlagsbuchhandlung des 1730 verstorbenen Unternehmers Johann Herbord Kloß. Kloß gehörte mit insgesamt 1.014 angebotenen Titeln mengenmäßig in das erste Drittel der Leipziger Buchhändler, sein Sortiment enthielt allerdings – von Zedler offenbar zunächst nicht bemerkt – einen hohen Anteil kaum oder gar nicht verkäuflicher Werke. Mitte April schließlich kündigte Zedler in einer Zeitungsanzeige das Erscheinen eines neuen Verlagswerkes an. Es handelte sich um das von Andreas Reyher und Christian Juncker begründete einbändige Wörterbuch Latinitatis Theatrum Sive Lexicon Latino-Germanico-Graecum Universale in einer von Johann Matthias Gesner bearbeiteten Neuauflage.
Noch im März hatte Zedler optimistisch einen Nachdruck der vergriffenen Werke aus dem Verlagsprogramm von Johann Herbord Kloß annonciert. Im Juni dagegen bereitete er bereits die Veräußerung von 10.000 gebundenen und ungebundenen Büchern aus dem von Kloß übernommenen Sortimentsbestand vor, der nach Einschätzung Quedenbaus zu einem hohen Anteil aus „Ramschware“ bestand. Der Verkauf fand in Form einer am 27. Juli veranstalteten Auktion statt, über deren Erfolg keine unmittelbaren Zeugnisse vorliegen. Indessen mehrten sich Hinweise darauf, dass Zedler in finanziellen Schwierigkeiten steckte und auf kurzfristige Gewinne angewiesen war. Am 5. Oktober veröffentlichte der Hallenser Buchhändler Johann Gottfried Oertel den Hinweis auf einen
„Catalogus von Büchern, welche die Zedlerische Handlung zu Leipzig bevorstehende Leipziger Michael-Messe, die erste Meß-Woche über, meistentheils um die Hälfte des sonst gewöhnlichen Preises vor baare Bezahlung dem Publico zum besten verlassen wird.“
Zedler versuchte also über Niedrigpreisangebote während der ersten Messewoche zu Bargeld zu gelangen. Der gewichtigste Grund hierfür war die Fertigstellung des elften und vorerst letzten Bandes der Lutherischen Schriften, dessen Erscheinen Zedler für eben jene Michaelismesse des Jahres 1733 angekündigt hatte. Damit lief nicht nur ein erfolgreiches und sichere Einnahmen garantierendes Verlagsprodukt aus. Mit der Fertigstellung des letzten Bandes ergab sich für Zedler auch die Schwierigkeit, offene Rechnungen begleichen zu müssen, ohne wie bisher auf die Einnahmen weiterer Pränumerationen zurückgreifen zu können. Bislang waren die Druckkosten des letzten Bandes immer aus Vorschüssen auf den nächsten gedeckt worden. Diese entfielen jetzt, die anstehenden Rechnungen mussten aber dennoch beglichen werden.
Im Dezember 1733 brachte Zedler ein neues Verlagsprodukt auf den Markt. Mit dem Allerneuesten Kriegs-Staat, oder Gründliche Nachrichten von den heutigen Kriegs-Begebenheiten, welche mit Historischen, Politischen und andern Anmerckungen erläutert werden stellte er dem Cabinet ein weiteres Monatsblatt an die Seite. Doch nur wenige Monate später brachte der Leipziger Verleger Moritz Georg Weidmann mit dem Europäischen Staats-Secretarius ein direktes Konkurrenzprodukt zu Zedlers Monatsblättern heraus. Zedlers finanzielle Lage hatte sich indessen offenbar nicht grundlegend verbessert. Kurz vor Beginn der Ostermesse 1734 bemühte er sich erneut um eine Reduzierung seiner Lagerbestände durch Niedrigangebote. Ein Ende 1734 in den Hallischen Anzeigen angekündigtes Zeitschriftenprojekt unter dem Titel Lesens-würdige Neuigkeiten der Stadt und neuen Universität Göttingen kam vermutlich nie zustande.

#### Rettungsversuch: die Bücherlotterie
Im Frühjahr 1735 griff Zedler zu einem neuen Mittel, um seinen Warenbestand in Bargeld umzuwandeln. In einem eigens gedruckten Prospekt kündigte er eine Bücherlotterie an:
„Es hat der Herr Commercien-Rath Zedler zu Leipzig, durch seinen unermüdeten Fleiß, Sorge, und mit unbeschreibl. Kosten durch Edirung sowohl großer wichtiger Wercke, als kleiner nützlicher Bücher, auch Erkauffung anderer Handlungen, ansehnliche Lager an sich gebracht, und sich entschlossen, von diesen von GOtt gesegneten Bücher-Vorrath eine Summe von 10 000 Rthl. gegen Bezahlung 5 000 Rthl. dem Publico zum Besten zuverlassen, und solches auf eine so raisonnable Art, daß dabey einjeder sein Glücke machen, keiner aber nicht das allergeringste verlieren kan, und zwar folgender gestalt:“
„1) werden 2 000 Loose hierzu erfordert, und vor jedes 2 1/2 Rhtl. bezahlt; dagegen“
„2) empfängt ein jeder bey der Bezahlung eines Looses so gleich eben so viel an Büchern, als er bezahlet, nebst einen gedruckten Schein auf den zu hoffenden Gewinn, und kan so gleich“
„3) einjeder aus den angefügten Büchern, von No. II bis XIII – die besten Wercke stecken aber in No. I – sich nach eigenen Belieben vor seine Einlage auslesen“
Zedler gab also insgesamt 2.000 Lose zu einem Einzelpreis von 2 1/2 Reichstalern aus. Der Käufer erwarb dabei zunächst das Recht, sich Bücher – gemäß seinem Spieleinsatz – aus den nach Wert aufsteigend gruppierten Bücherkörben „XIII“ bis „II“ auszuwählen. Diese Bücher gehörten ihm unabhängig von der später folgenden Verlosung. Die 100 wertvollsten, im Korb mit der Nummer „I“ enthaltenen Bücher wurden in der anschließenden Verlosung ausgespielt:
„5) Diese Einlage deren 2 000 Loose jedes 2 1/2 Rthl. betragen 5 000 Rthl. wofür so viel Bücher so gleich ausgehändiget werden, welches also so viel als 2 000 Gewinnste anzusehen, von denen übrigen 5 000 Rthl. aber, welche dem Publico zum Besten gegeben werden, sollen“
„6) 100 Neben-Gewinnste gemacht werden […]“
Aus Sicht des Loskäufers versprach dieses System doppelten Gewinn: unabhängig von der Verlosung durfte er Bücher auswählen und mitnehmen. Darüber hinaus nahm er an der späteren Ausspielung teil und behielt bis zuletzt die Hoffnung auf das Losglück. Die Ziehung sollte am 18. April und damit während der Ostermesse des Jahres 1735 stattfinden, was Zedler einen zusätzlichen Werbeeffekt beschert hätte. Eine soziale Komponente erhielt die Veranstaltung durch Zedlers Versprechen, einen Teil seiner Einnahmen dem Leipziger Waisenhaus zu stiften.
Der Lotterieplan rief erneut Zedlers Konkurrenten auf den Plan. Angeführt von Weidmann appellierten sie an den Leipziger Stadtrat und das Oberkonsistorium in Dresden, die Lotterie zu verbieten. In einer daraufhin von Zedler angeforderten Stellungnahme monierte der Rat die Tatsache, dass sich auch das Universal-Lexicon unter den 100 Gewinnen des ersten Bücherkorbes befand und bekräftigte, dass das über das Werk verhängte Verkaufsverbot in Sachsen noch immer gelte. Da Zedler aus Dresden zunächst keine Antwort erhielt, musste er den angekündigten Termin für die Losziehung verstreichen lassen. Am 28. Mai wurde ihm schließlich mitgeteilt, die Lotterie sei genehmigt, aber nur unter der Auflage, dass er das Universal-Lexicon aus dem Angebot herausnehme. Damit war der wohl attraktivste Preis entfallen. Hinzu kam, dass gerade zu dieser Zeit Johann Christian Martini, einer der Konkurrenten Zedlers, sein Sortimentslager auflöste und den Markt mit Büchern überschwemmte. Als Zedler am 3. Oktober 1735 anlässlich der anstehenden Michaelismesse in den Hallischen Anzeigen inserierte, erfuhren die Leser, dass immer noch Lose zu haben waren. Kurze Zeit später erschien eine weitere Ankündigung Martinis, der für den 17. Oktober eine erneute Auktion ankündigte, auf der insgesamt 6.521 Bücher und 1.121 Kupferstiche versteigert werden sollten.
Am 8. April 1736 bewarb Zedler seinen Lotterieplan erneut per Zeitungsinserat. Diesmal jedoch sollten die Lose nur noch zu einem reduzierten Preis von einem anstatt von 2 1/2 Reichstalern zu haben sein. Quedenbaum schließt hieraus, Zedler sei zu diesem Zeitpunkt in so großer finanzieller Bedrängnis gewesen, dass er seinen Büchervorrat „um jeden Preis absetzen wollte“.

#### Finanzieller Zusammenbruch
Die Umstände von Zedlers finanziellem Zusammenbruch liegen weitestgehend im Dunkeln. Gesichert ist, dass Zedler die Zahlungsverpflichtungen gegenüber seinen Gläubigern ab einem bestimmten Zeitpunkt nicht mehr erfüllen konnte. In einem bei Albrecht Kirchhoff 1892 in Auszügen wiedergegebenen Bericht des Rates der Stadt Leipzig an die Landesregierung in Dresden vom 10. Oktober 1738 ist von dem „Zedlerischen Concurs“ die Rede. Wann genau diese Zahlungsunfähigkeit Zedlers eintrat, ist bislang nicht abschließend geklärt. Juntke schreibt in einer 1956 veröffentlichten Abhandlung, der Privilegienstreit habe Zedler „im Frühjahr 1735 finanziell zugrunde [gerichtet]“. Blühm nimmt diese Formulierung 1962 auf, legt sich aber mit dem Satz „Im Frühjahr 1735 kam es zum Konkurs“ zumindest in der Verfahrensfrage stärker fest. Quedenbaum widerspricht Blühm (allerdings ohne diesen explizit zu nennen) in beiden Punkten und legt anhand von Plausibilitätsprüfungen dar, dass es allenfalls – und zwar nicht vor 1736  – zu einem Vergleich gekommen sein könne, wobei die Umstände eines solchen Verfahrens „kaum mehr festzustellen“ seien. Hinsichtlich der Nachprüfbarkeit ist jedoch zu berücksichtigen, dass Quedenbaum bei den Arbeiten für seine 1977 veröffentlichte Zedler-Biographie die Leipziger Archivbestände unberücksichtigt ließ, zu denen Kirchhoff mit Bezug auf das Universal-Lexicon anmerkt, „die Acten der Bücher-Commission über dasselbe bilden bis zum Jahre 1738 vier dickleibige Fascikel.“ Moderne biographische Abrisse wie etwa der von Winfried Müller in der Sächsischen Biografie aus dem Jahr 2004 umschiffen die Schwierigkeit, indem sie gar nicht genauer auf die Frage nach dem präzisen Zeitpunkt und den Umständen von Zedlers finanziellem Zusammenbruch eingehen.

### Wolf, Zedler, Heinsius

#### Neubeginn und Kampf gegen den Nachdruck von Schultze
Das finanzielle Engagement des Leipziger Geschäftsmanns Johann Heinrich Wolf ermöglichte Zedler einen unternehmerischen Neubeginn. Im Universal-Lexicon wird Wolf als „Vornehmer Kauf- und Handelsmann“, „Cramer-Meister“ und als „besonderer Liebhaber der Wissenschaften“ beschrieben, der seine Zeit „mit nichts lieber als mit Lesung guter und gelehrter Bücher zubringet“. Quedenbaum vermutet, dass Wolf die gesamte weitere Finanzierung des Zedlerschen Verlags deshalb übernahm, weil er „genau im Zielgruppenbereich des Universal-Lexikons stand und damit in die Gruppe derer gehörte, die als Kleingläubiger mehr an der Fortsetzung der Werke als an deren Einstellung interessiert war.“ Unterlagen wie etwa ein zwischen Zedler und Wolf abgeschlossener Vertrag sind allerdings nicht überliefert, so dass über die genauen Umstände der Geschäftsbeziehung keine Klarheit herrscht.
Am 5. August 1737 war Zedlers kaiserliches Privileg für den Druck des Universal-Lexicons aufgehoben worden – angeblich weil Zedler es versäumt hatte, seine Pflichtexemplare am kaiserlichen Hof abzuliefern. Quedenbaum hält dies für unwahrscheinlich und vermutet, dass die Aberkennung des kaiserlichen Druckprivilegs auf die Einflussnahme des Buchdruckers und Verlegers Johann Ernst Schultze aus dem bayerischen Hof zurückzuführen ist. Dieser wusste von dem finanziellen Zusammenbruch Zedlers, da er an dem Druck früherer Bände des Lexikons beteiligt gewesen war. Darüber hinaus hatte Schultze mit Paul Daniel Longolius einen geeigneten Herausgeber gefunden, denn dieser war 1735 zum Rektor des Hofer Gymnasiums berufen worden. Als früherer Mitarbeiter Zedlers verfügte Longolius über die nötige Erfahrung für die Herausgabe weiterer Lexikonbände. Auf die Behauptung hin, Zedler habe ihm das Privileg im Januar 1735 abgetreten, beantragte Schultze ein neues, auf seinen eigenen Namen ausgestelltes kaiserliches Privileg, das ihm am 11. Juni 1738 auch erteilt wurde.
Schultze druckte einen 17. und 18. Band des Universal-Lexicons in Hof und versuchte, diese kurze Zeit nach ihrem Erscheinen auch in Leipzig zu verkaufen. Hierzu schickte er den kaiserlichen Notar Bernhard Christian Groot aus Offenbach mit zwei Buchdruckergesellen als Zeugen zur Leipziger Bücherkommission. Die Bücherkommission verwies Groot jedoch direkt nach seiner Ankunft an den Leipziger Rat. Dieser nahm Groot kurzerhand die beiden von ihm als Beleg für Schultzes Rechte mitgebrachten Druckexemplare des Privilegs ab, ließ sein Gepäck nach weiteren Papieren untersuchen und warf ihn und die beiden Zeugen aus der Stadt. Das Motiv für diese Behandlung legte der Leipziger Rat in einem auf den 10. Oktober 1738 datierten Schreiben an die Landesregierung in Dresden offen, in dem es hieß
„Niemanden ohne Ew. K. M. allerhöchsten Erlaubniß in dero Landen, und noch darzu durch einen fremden Notarium, welcher bey Ew. K. M. Landes Regierung nicht einmal immatriculiret, etwas insinuiren zu laßen erlaubet.“
Für Zedler stellte dieser Beleg für den in der Praxis stark eingeschränkten Geltungsbereich kaiserlicher Bücherprivilegien einen Glücksfall dar, denn damit war die Fortführung seines Lexikons gesichert. Die Redaktion des Universal-Lexicons übernahm ab Band 19 der Leipziger Philosophieprofessor Carl Günther Ludovici, der ein Studienkollege von Longolius war. Im Gegensatz zu Zedler verlegte der Hofer Buchdrucker Schultze in der Folge keine weiteren Bände des Universal-Lexicons mehr und musste seine Druckerei 1745 aufgrund finanzieller Schwierigkeiten an das Hofer Gymnasium verkaufen.

#### Rückzug ins Privatleben

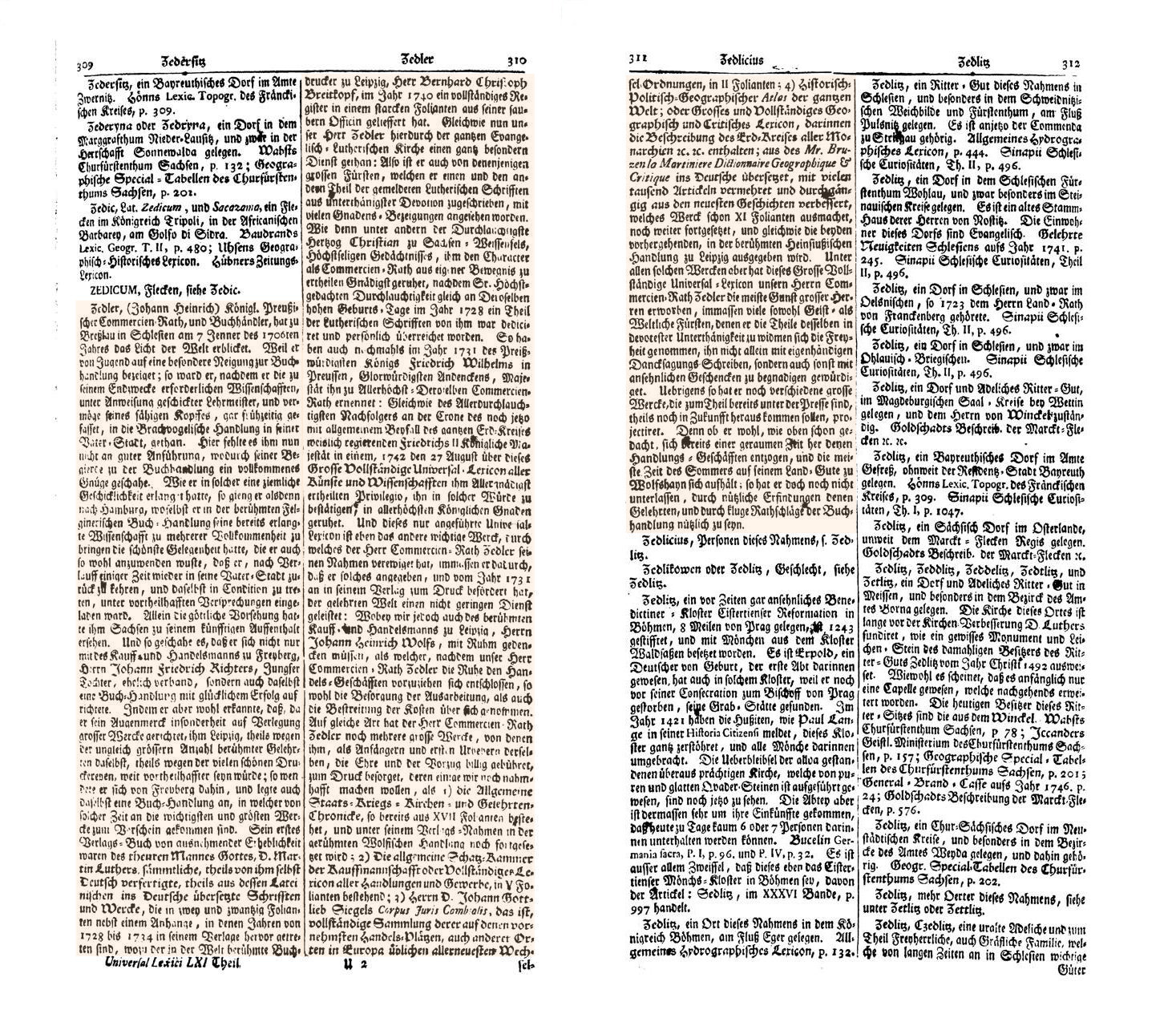
Im 1749 erschienenen 61. Band des Universal-Lexicons heißt es zu Zedler, dieser habe nach der Übernahme des Verlages durch Wolf „die Ruhe den Handels-Geschäfften vorzuziehen sich entschlossen.“ Hervorhebung: Artikel „Zedler, (Johann Heinrich)“.

Es scheint, als sei Zedler nach der finanziellen Übernahme seines Verlages durch Wolf zunehmend an den Rand gedrängt worden. Seit Carl Günther Ludovici die „Direction“ des 19. „und der noch zu gewartenden Bände“ des Universal-Lexicons übernommen hatte, drückte er dem Werk zunehmend seinen eigenen Stempel auf. „Er machte“, wie Schneider die Veränderungen zusammenfasst, „nicht nur die Literaturangaben am Ende jedes Personenartikels zu einer einschlägigen und manchmal sehr ausführlichen Bibliographie, er setzte nicht nur die Binnengliederung längerer Artikel durch, sondern er nahm auch lebende Personen in das Universal-Lexicon auf“. Seinen eigenen Buchladen hatte Zedler soweit ersichtlich zudem aufgeben müssen, denn eine zur Ostermesse 1739 erschienene Anzeige in den Neuen Zeitungen von gelehrten Sachen erklärte, dass die beiden zuletzt gedruckten Lexikonbände in „Wolfens Gewölbe, Auerbachs Hof gleich gegenüber“ ausgegeben werden sollten.
In dieser Situation zog sich Zedler offenbar zunächst ins Privatleben zurück. Der Artikel „Zedler, (Johann Heinrich)“ im 1749 erschienenen 61. Band des Universal-Lexicons bemerkt hierzu, Zedler habe nach der Übernahme des Verlages durch Wolf „die Ruhe den Handels-Geschäfften vorzuziehen sich entschlossen.“ Zedler besaß in Wolfshain, einem der fünf Leipziger Universitätsdörfer, die Herzog Moritz von Sachsen im Jahre 1544 der Leipziger Universität geschenkt hatte, ein Landgut. Quedenbaum, der Zedler als „ungestüm“ charakterisiert, vermutet, dass dieser die ihm aufgezwungene Ruhe in Wolfshain dazu nutzte, über neue Verlagsprojekte nachzudenken. Sicher ist auf jeden Fall, dass sein seit der Verlagsübernahme angeschlagener Ruf es Zedler nicht länger erlaubte, seine neuen verlegerischen Ideen unter dem eigenen Namen zu verwirklichen.

#### Neue Projekte im Verlag Heinsius

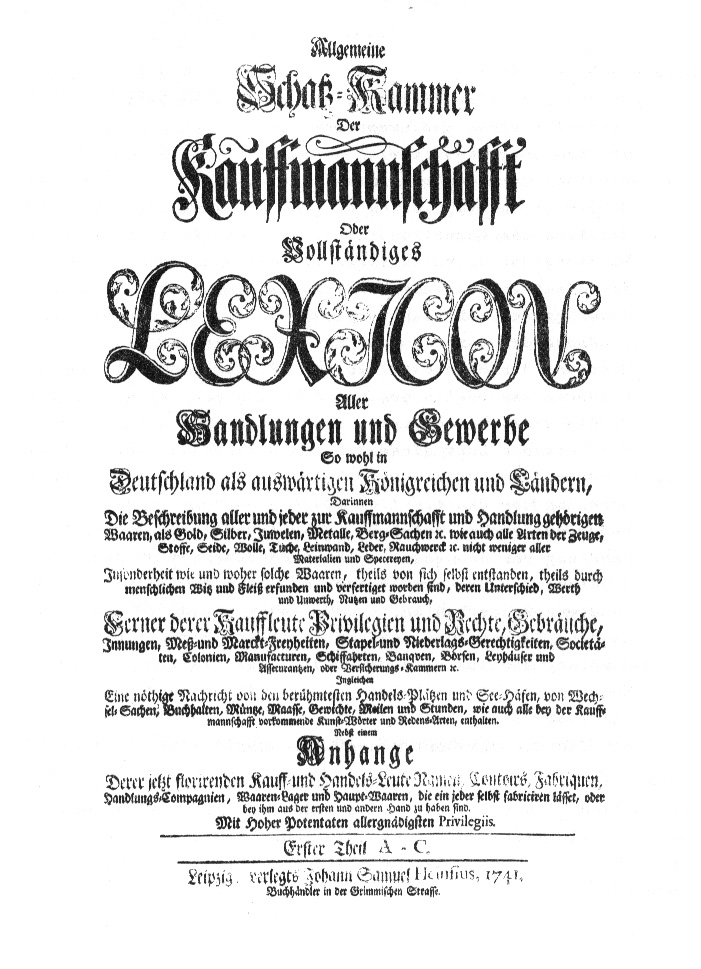
Titelblatt des ersten Bandes des unter dem Verleger-Namen Heinsius erschienenen Handelslexikons Allgemeine Schatz-Kammer Der Kaufmannschafft. In der Aufmachung knüpft das Werk unverkennbar an Zedlers frühere Verlagsprodukte an.

Ab 1740 erschien eine ganze Reihe von Verlagsprodukten Zedlers unter dem Namen des Leipziger Verlagsbuchhändlers Johann Samuel Heinsius. Den Auftakt bildete Zedlers Monatsblatt Cabinet, das jetzt unter dem leicht veränderten Titel Neueröffnetes Cabinet Grosser Herren oder Gegenwärtige Staats- Hoff- Kriegs- und Commercien-Verfassung aller Europäischen Reiche und Staaten der Welt eine Fortsetzung fand. Über den genauen Erfolg das Neueröffneten Cabinets ist ebenso wenig bekannt, wie über die Gründe für die Aufnahme in das Verlagsprogramm von Heinsius, der seit 1739 bereits eine ähnliche Monatsschrift unter dem Titel Genealogisch-historische Nachrichten von den vornehmsten Begebenheiten, welche sich an den europäischen Höfen zugetragen verlegte. Nach zwei Jahren und sechs Ausgaben gab Zedler das Blatt allerdings an den Leipziger Buchhändler Wolfgang Heinrich Schönermarck ab. Nach dem Erscheinen weniger weiterer Ausgaben wurde das Blatt eingestellt.
Im Jahr 1741 folgte mit dem ersten Band der Allgemeinen Schatz-Kammer Der Kaufmannschafft der Auftakt für ein zunächst auf vier Bände angelegtes Handelslexikon auf der Grundlage des Dictionnaire Universel de Commerce (dt. „Allgemeines Handelslexikon“) von Jacques Savary des Bruslons. Als verantwortlichen Redakteur nennt Zedler in einer Anzeige in den Wöchentlichen Hallischen Anzeigen Carl Günther Ludovici. Bereits 1742 wurde der die Buchstaben „S“ bis „Z“ umfassende vierte Band ausgeliefert, ein Jahr später erschien unter dem Titel Fortsetzung der Allgemeinen Schatz-Kammer Der Kauffmannschafft ein Supplementband mit Ergänzungen und Register. Ein zunächst für den Schluss des Werkes angekündigtes Verzeichnis unter dem Titel „Jetzt lebende Kaufmannschaft in und außer Deutschland“ wurde nicht realisiert. Der Grund hierfür war offenbar, dass sich einige der von Zedler angeschriebenen Städte der Mitarbeit verweigert hatten und damit nicht alle benötigten Informationen vorlagen.
Zedlers nächstes Verlagsprojekt war das Corpus Juris Cambialis von Johann Gottlieb Siegel. Siegel war ein anerkannter Spezialist für das komplizierte Wechselrecht der Zeit. Sein Fürsichtiger Wechsel-Gläubiger erschien 1739 bereits in der vierten Auflage. Heinsius stellte das neue, auf zwei Bände ausgelegte Corpus Juris Cambialis in den Neuen Zeitungen im April 1742 vor und warb um Pränumeranten. Pünktlich zur Leipziger Michaelismesse desselben Jahres lagen beide Bände gedruckt vor und erschienen gemeinsam mit dem 33. und 34. Band des Universal-Lexicons, das bis dahin bei „Schla“ angekommen war. Von der Allgemeinen Staats- Kriegs- Kirchen- und Gelehrten-Chronicke, die wie das Lexikon unter der Ägide Wolfs weitergeführt wurde, erschien gleichzeitig der 12., inhaltlich bis zum Jahr 1700 reichende Band.
Im Anschluss an die Schatz-Kammer und das Corpus Juris Cambialis begann Zedler erneut ein verlegerisches Großprojekt. Grundlage für das unter dem Titel Historisch-Politisch-Geographischer Atlas der gantzen Welt: Oder, Grosses und vollständiges Geographisch- und Critisches Lexicon ab 1744 bei Heinsius erscheinende Werk war eine Übersetzung des Grand Dictionnaire Géographique Et Critique von Antoine-Augustin Bruzen de La Martinière. Für das deutschsprachige Publikum wurde der Text der neunbändigen Originalausgabe durch Hinzuziehung weiterer Lexika ergänzt, wobei – durch Literaturangaben im Text belegt – besonders häufig auf das Zedlersche Universal-Lexicon zurückgegriffen wurde.

#### Letzte Jahre und Tod
Über die genannten Werke hinaus hat Zedler wahrscheinlich auch noch weitere Arbeiten verlegt oder zumindest initiiert. Der Lexikonartikel „Zedler, (Johann Heinrich)“ aus dem Jahr 1749 bemerkt hierzu
„Uebrigens so hat er noch verschiedene grosse Wercke, die zum Theil bereits unter der Presse sind, theils noch in Zukunfft heraus kommen sollen, projectiret.“
Auf welche Verlagsprojekte Zedlers sich dieser Hinweis bezieht, ist heute nicht mehr feststellbar. In den Jahren bis 1751 verlief die Arbeit an den unter der Ägide Wolfs stehenden oder bei Heinsius erscheinenden Werken jedoch in sehr geregelten Bahnen. Jeweils zur Oster- und Michaelismesse erschienen zwei Bände des Universal-Lexicons sowie jeweils zur Ostermesse ein Band der Allgemeinen Staats-, Kriegs-, Kirchen- und Gelehrten-Chronicke. Die alphabetischen Bände des Universal-Lexicons konnten auf diese Weise bis 1750 abgeschlossen werden. Ludovici erweiterte es später noch um vier Supplementbände.
Den größten Teil seiner letzten Lebensjahre verbrachte Zedler offenbar auf seinem Landgut in der Nähe Leipzigs. Hierzu heißt es im bereits erwähnten Lexikonartikel, Zedler habe sich
„bereits einer geraumen Zeit her denen Handlungs-Geschäfften entzogen, und die meiste Zeit des Sommers auf seinem Land-Gute zu Wolfshayn“
zugebracht, es gleichwohl
„nicht unterlassen, durch nützliche Erfindungen denen Gelehrten, und durch kluge Rathschläge der Buchhandlung nützlich zu seyn.“
Im September 1743 war Zedlers Förderer Johann Peter von Ludewig verstorben. Heinsius starb im Dezember 1750, sein Unternehmen wurde unter der Bezeichnung „Johann Samuel Heinsius Erben“ weitergeführt. Am 21. März 1751 verstarb auch Zedler. Angaben, dass er erst 1763 starb, sind inzwischen durch Belege aus dem Leichenbuch und dem Grabregister der Stadt Leipzig widerlegt. Der Eintrag im Leichenbuch lautet:
Dienstag, den 23. Mart.
„gest/2 Ein Mann 46 Jahre, Hr. Johann Heinrich Zedler, Commercien-Rath und Buchhändler, in der Fleischer Gaße, St.J.[ohannis]“
Seine zu diesem Zeitpunkt 56-jährige Witwe Christiana Dorothea verließ Leipzig im Jahr 1754 und zog zurück nach Freiberg. Dort starb sie anderthalb Jahre später am 18. November 1755. Ihre Ehe mit Zedler war kinderlos geblieben.

## Von Zedler verlegte und betreute Werke (1726–1751)
Eine historisch-kritische Bibliographie der von Zedler verlegten und betreuten Werke fehlt. Die Auswahl der hier aufgeführten Titel stellt das Ergebnis einer im Mai 2007 durchgeführten Suche in den Online-Katalogen deutscher Bibliotheken dar.
Im Gegensatz zu den Aufnahmen in Bibliothekskatalogen wird hier nach Möglichkeit der Titel des Originals in ungekürztem Wortlaut wiedergegeben (bei Sammelwerken in Wortlaut und Form des ersten Bandes). Aus Online-Bibliothekskatalogen ermittelte und gekürzte Titel sind durch Kursivschrift ausgezeichnet.
Bei der Wiedergabe von ungekürzten Titeln markiert der senkrechte Strich den Zeilenwechsel. Abkürzungen sind in eckigen Klammern aufgelöst. Besonders auffällige Formen der Hervorhebung werden hier als Großbuchstaben wiedergegeben. Weitere Auszeichnungen wie Kursivierungen, farbliche Hervorhebungen etc. wurden aus Gründen der besseren Lesbarkeit nicht berücksichtigt.
Aufgenommen wurden nur Werke, deren Druck zu Lebzeiten Zedlers abgeschlossen wurde. Angegeben wird das auf dem Titelblatt des jeweiligen Werkes angegebene Erscheinungsdatum. Dieses kann in Einzelfällen von dem tatsächlichen Datum des Erscheinens abweichen, weil Zedler offenbar immer dann spätere Jahreszahlen auf das Titelblatt drucken ließ, wenn er sich unsicher war, ob er das vorgesehene Erscheinungsdatum würde einhalten können.

### Sammelwerke
- Des | Theuren Mannes GOttes, | D. Martin Luthers | Sämtliche | Theils von Ihm selbst Deutsch verfertigte, theils aus dessen | Lateinischen ins Deutsche übersetzte | SCHRIFFTEN UND WERCKE, | Welche aus allen vorhin | Ausgegangenen Sammlungen | zusammen getragen, | Und | Anietzo in eine bequemere und nach deren Materien eingerich- | tete Ordnung gebracht, | nach denen ältesten und besten Exemplarien mit | Fleiß übersehen und verbessert, mit verschiedenen in denen Altenburgischen und | andern Tomis ermangelnden Schrifften vermehret, und mit näthigen | Vorberichten versehen. […] Leipzig, | Verlegts Johann Heinrich Zedler […]

- Theil 1 (1729)
- Theil 2 (1729)
- Theil 3 (1729)
- Theil 4 (1729)
- Theil 5 (1730)
- Theil 6 (1730)
- Theil 7 (1730)
- Theil 8 (1730)
- Theil 9 (1730)
- Theil 10 (1730)
- Theil 11 (1731)
- Theil 12 (1731)
- Theil 13 (1732)
- Theil 14 (1732)
- Theil 15 (1732)
- Theil 16 (1732)
- Theil 17 (1732)
- Theil 18 (1732)
- Theil 19 (1733)[58]
- Theil 20 (1733)
- Theil 21 (1733)
- Theil 22 (1734)

- Grosses vollstaͤndiges | UNIVERSAL | LEXICON | Aller Wissenschafften und Kuͤnste, | Welche bishero durch menschlichen Verstand und Witz | erfunden und verbessert worden, | Darinnen sowohl die Geographisch-Politische | Beschreibung des Erd-Kreyses, nach allen Monarchien, | Käyserthümern, Königreichen, Fürstenthümern, Republiquen, freyen Herr- | schafften, Ländern, Städten, See-Häfen, Vestungen, Schlössern, Flecken, Aemtern, Klöstern, Ge- | bürgen, Pässen, Wäldern, Meeren, Seen, Inseln, Flüssen, und Canälen; samt der natürlichen Abhandlung | von dem Reich der Natur, nach allen himmlischen | lufftigen, feurigen, wässerigen und irrdischen Cörpern, und allen | hierinnen befindlichen Gestirnen, Planeten, Thieren, Pflantzen, Metallen, Mineralien, | Saltzen und Steinen [etc.] | Als auch eine ausführliche Historisch-Genealogische Nachricht von den Durchlauchten | und berühmtesten Geschlechtern in der Welt, | Dem Leben und Thaten der Käyser, Könige, Churfürsten | und Fürsten, grosser Helden, Staats-Minister, Kriegs-Obersten zu | Wasser und zu Lande, den vornehmsten geist- und weltlichen | Ritter-Orden [etc.] | Ingleichen von allen Staats-Kriegs-Rechts-Policey und Haußhaltungs- | Geschäfften des Adelichen und bürgerlichen Standes, der Kauffmannschaft, Handthierungen, | Künste und Gewerbe, ihren Innungen, Zünfften und Gebräuchen, Schiffahrten, Jagden, | Fischereyen, Berg-Wein-Acker-Bau und Viehzucht [etc.] | wie nicht weniger die völlige Vorstellung aller in den Kirchen-Geschichten berühmten | Alt-Väter, Propheten, Apostel, Päbste, Cardinäle, Bischöffe, Prälaten und | Gottes-Gelehrten, wie auch Concilien, Synoden, Orden, Wallfahrten, Verfolgungen der Kirchen, | Märtyrer, Heiligen, Sectirer und Ketzer aller Zeiten und Länder, | Endlich auch ein vollkommener Inbegriff der allergelehrtesten Männer, berühmter Universitäten | Academien, Societäten und der von ihnen gemachten Entdeckungen, ferner der Mythologie, Alterthümer, Müntz-Wissenschafft, | Philosophie, Mathematic, Theologie, Jurisprudentz und Medicin, wie auch aller freyen und mechanischen Künste, samt der Erklärung aller | darinnen vorkommenden Kunst-Wörter u.s.f. enthalten ist. […], Halle und Leipzig, | Verlegts Johann Heinrich Zedler | […]

- Band 1, A–Am (1731; 2. Auflage.[59] 1732)
- Band 2, An–Az (1732)
- Band 3, B–Bi (1733)
- Band 4, Bl–Bz (1733)
- Band 5, C–Ch (1733)
- Band 6, Ci–Cz (1733)
- Band 7, D (1734)
- Band 8, E (1734)
- Band 9, F (1735)
- Band 10, G–Gl (1735)
- Band 11, Gm–Gz (1735)
- Band 12, H–He (1735)
- Band 13, Hi–Hz (1739)
- Band 14, I (1739)
- Band 15, K (1737)
- Band 16, La–Le (1737)
- Band 17, Leis–Lm (1738)
- Band 18, Lo–Lz (1738)
- Band 19, Ma (1739)
- Band 20, Mb–Mh (1739)
- Band 21, Mi–Mt (1739)
- Band 22, Mu–Mz (1739)
- Band 23, N–Net (1740)
- Band 24, Neu–Nz (1740)
- Band 25, O (1740)
- Band 26, P–Pd (1740)
- Band 27, Pe–Ph (1741)
- Band 28, Pi–Pq (1741)
- Band 29, Pr–Pz (1741)
- Band 30, Q und R–Reh (1741)
- Band 31, Rei–Ri (1742)
- Band 32, Ro–Rz (1742)
- Band 33, S–San (1742)
- Band 34, Sao–Schla (1742)
- Band 35, Schle–Schwa (1743)
- Band 36, Schwe–Senc (1743)
- Band 37, Send–Si (1743)
- Band 38, Sk–Spie (1743)
- Band 39, Spif–Sth (1744)
- Band 40, Sti–Suim (1744)
- Band 41, Suin–Tarn (1744)
- Band 42, Taro–Teutschep (1744)
- Band 43, Teutscher–Th (1745)
- Band 44, Ti–Trao (1745)
- Band 45, Trap–Tz (1745)
- Band 46, V–Veq (1745)
- Band 47, Ver–Vers (1746)
- Band 48, Vert–Vis (1746)
- Band 49, Vit–Vn (1746)
- Band 50, Vo–Vrh (1746)
- Band 51, Vri–Uz (1747)
- Band 52, W–War (1747)
- Band 53, Was–Weh (1747)
- Band 54, Wei–Wend (1747)
- Band 55, Wene–Wiee (1748)
- Band 56, Wief–Wilk (1748)
- Band 57, Will–Wn (1748)
- Band 58, Wo–Woq (1748)
- Band 59, Wor–Wuq (1749)
- Band 60, Wur–Zar (1749)
- Band 61, Zas–Zet (1749)
- Band 62, Zeu–Zi (1749)
- Band 63, Zk–Zul (1750)
- Band 64, Zum–Zz (1750)
- [Nach Zedlers Tod erschienen von 1732 bis 1754 noch vier Supplementbände]

; Neudruck Graz 1961–1964.
- Allgemeine | Staats- Kriegs- Kirchen- und | Gelehrten- | CHRONICKE | In welcher alle geist- und weltliche | Denckwürdigkeiten und Geschichte, | so sich vom Anfang der Welt | bis auf unsere Zeit zugetragen: | Und so wohl der Ursprung, | Aufnehmen, Glücks-Wechsel und | Untergang grosser Monarchien, Königreiche, Fürstenthümer, Freyer Staa- | ten, Länder und Städte, die Leben aller Römischen Kayser und Päbste, grosser Könige, Chur- | und anderer Fürsten, in und ausser der Christenheit, der berühmtesten Cardinäle, Bischöffe, | berühmter Helden, gelehrter Leute und Künstler: | Als auch | Die in Europa und andern Theilen der Welt geführten wichtig- | sten Kriege, | Schlachten, Belagerungen, Eroberungen, Siege, Niederlagen | und Gefangenschafften, errichteten Friedens- Neutralitäts- und Stillstands-Handlungen, Ver- | einigungen, Bündnisse, Kriegs-Declarationen, Maifesten, Cartellen, Guarantien, Empörungen, Ver- | räthereyen, Mordthaten, Executionnnene, Feuers-Brünste, Wasser-Fluthen, Sturm und Ungewitter, Schiffbrüche, Erdbe- | ben, grosse Theuerungen, wohlfeile Zeiten, und andere Wunder-Begebenheiten; | Ingleichen | Von Crönungen, Einzügen, Illuminationen, Feuerwercken, Freudens-Be- | zeugungen, Ritter-Spielen, Jubel-Festen, Exequien, Castris Doloris, und andern wichti- | gen Ceremonien, Staats-Veränderungen, und andern Merckwürdigkeiten; | Wie nicht weniger | Sichere Nachricht von denen Kirchen-Geschichten Alten und N. Testaments, | aus bewährter und berühmter Männer Schrifften und Bibliothecken mühsam zusammen | getragen, und ans Licht gestellet, | Mit hoher Potentaten Allergnädigsten Privilegiis. […] Leipzig, | Verlegts Johann Heinrich Zedler. | […]

- Band 1 (1733) [Erschaffung der Welt – Christi Geburt]
- Band 2 (1733) [Christi Geburt – 312]
- Band 3 (1734) [313–1066]
- Band 4 (1734) [1066–1300]
- Band 5 (1734) [1300–1517]
- Band 6 (1735) [1300–1517]
- Band 7 (1739) [1517–1576]
- Band 8 (1740) [1576–1600]
- Band 9 (1740) [1601–1648]
- Band 10 (1741) [1601–1648, Register]
- Band 11 (1742) [1648–1679]
- Band 12 (1743) [1679–1700]
- Band 13 (1744) [1701–1710]
- Band 14 (1745) [1701–1710]
- Band 15 (1747) [1701–1710]
- Band 16 (1748) [1701–1710]
- Band 17 (1749) [1711–1730]
- Band 18 (1750) [1711–1730]
- [Nach Zedlers Tod erschienen bis 1754 noch drei weitere Bände]

- Allgemeine | Schatz-Kammer | Der | Kauffmannschafft | Oder | Vollständiges | LEXICON | Aller | Handlungen und Gewerbe | So wohl in | Deutschland als auswärtigen Königreichen und Ländern, | Darinnen | Die Beschreibung aller und jeder zur Kauffmannschafft und Handlung gehörigen | Waaren, als Gold, Silber, Juwlen, Metalle, Berg-Sachen [etc.] wie auch aller Arten der Zeuge, | Stoffe, Seide, Wolle, Tuche, Leinwand, Leder, Rauchwerck [etc.] nicht weniger aller | Maerialien und Specereyen, | Insonderheit wie und woher solche Waaren, theils von sich selbst entstanden, theils durch | menschlichen Witz und Fleiß erfunden und verfertiget worden sind, deren Unterschied, Werth | und Unwerth, Nutzen und Gebrauch, | Ferner derer Kauffleute Privilegien und Rechte, Gebräuche, Innungen, Meß und Marckt-Freyheiten, Stapel- und Niederlags-Gerechtigkeiten, Societä- | ten, Colonien, Manufacturen, Schiffahrten, Banqven, Börsen, Leyhäuser und | Assecurantzen, oder Versicherungs-Kammern [etc.] | Ingleichen | Eine nöthige Nachricht von den berühmtesten Handels-Plätzen und See-Häfen, von Wech- | sel-Sachen, Buchhalten, Müntze, Maasse, Gewichte, Meilen und Stunden, wie auch alle bey der Kauff- | mannschafft vorkommende Kunst-Wörter und Redens-Arten, enthalten. | Nebst einem | Anhange | Derer jetzt florierenden Kauff- und Handels-Leute Namen, Conoirs, Fabriquen, | Handlungs-Compagnien, Waaren-Lager und Haupt-Waaren, die ein jeder selbst fabriciren lässet, oder | bey ihm aus der ersten und andern Hand zu haben sind. | Mit Hoher Potentaten allergnädigsten Privilegiis. | […] | Leipzig, verlegts Johann Samuel Heinsius, […], | Buchhändler in der Grimmischen Strasse.
  - Theil 1: A–C (1741)
  - Theil 2: D–L (1741)
  - Theil 3: M–R (1742)
  - Theil 4: S–Z (1742)
  - Theil 5: Fortsetzung der Allgemeinen Schatz-Kammer Der Kauffmannschafft (1743)
- Historisch Politisch-Geographischer | ATLAS | der gantzen Welt; | Oder | Grosses und vollständiges | Geographisch- und Critisches | LEXICON | Darinnen die Beschreibung des | Erd-Kreises, | Aller Monarchien, Käyserthümer, Königreiche, Chur- und Für- | stenthümer, Republiquen, freyen Staaten, Stände und Herrschaften, Länder, Städte, | Festungen, Seehäfen, Schlösser, Flecken, Aemter, Stiffter, Klöster, Gebürge, merckwürdigen | Höhlen, Bergwercke, Pässe, Wälder, Meere, Seen, Inseln, Vorgebirge, Klippen, Sand-Bäncke, | Meer-Engen, Quellen, Flüsse, Canäle, Gesund-Brunnen [etc.] | Nebst denen dazu gehörigen Denck- und Merckwürdigkeiten | enthalten: | Aus des berühmten Königl. Span. Geographi | Mr. Brvzen la Martiniere | Dictionnaire Geographique et Critique | ins Deutsche übersetzt, | Mit vielen tausend Artickeln vermehret und durchgängig aus den neuesten Geschichten verbessert, | sammt einer | Vorrede | von dem Nutzen und Vortrefflichkeit dieses Wercks | und denen Lexicis überhaupt, | von | Christian Wolffen, | Sr. Königl. Majestät in Preussen geheimen Rath, der Universität Halle Cantzlern, Professore Juris Naturæ | & Gentium und Matheseos, wie auch Professore honorario zu St. Petersburg, der Königl. Academie der Wissenschaften zu | Paris, wie auch der Königl. Groß-Britannischen und Königl. Preuss. Societät der Wissenschaften Mitgliede. | […] | Mit Röm. Käyserl. Königl. Pohln. Churfürstl. Sächs. | wie auch Königl. Preuss. und Churfürstl. | Brandenburgischen allergnädigsten Privilegiis. | Leipzig | Verlegts Johann Samuel Heinsius | […]

- Theil 1: A (1744)
- Theil 2: B (1744)
- Theil 3: C (1745)
- Theil 4: D, E, F (1745)
- Theil 5: G–H (1746)
- Theil 6: I–Ll (1746)
- Theil 7: Lo–M (1747)
- Theil 8: N–Ph (1747)
- Theil 9: Pi–Szn (1748)
- Theil 10: Sao–Szy (1748)
- Theil 11: Ta–Uhz (1749)
- Theil 12: Vi–Zz (1749)
- Theil 13: Supplement (1750)

- Allgemeines Juristisches | ORACVLVM, | Oder | Des Heil. Römisch-Teutschen Reichs | JURISTEN-FACULTÄT, | welche das | Römisch-Teutsche Bürgerliche und Peinliche Recht | nach denen im | Corpore Jvris Civilis Romani | befindlichen Büchern und Titeln derer Pandecten mit denen dahin zugleich in Institutionibus | und Codice nach denen Titeln einschlagenden Materien, als | Fürsten- Kriegs- Berg- Kauff- Wechsel- Schiff- See- Handel- und Innungs-Rechten, | und nach | Caroli Vti und andern Peinl. Hals-Gerichts-Ordnungen | durch vorgängige Einleitung des Göttlichen, Natur- und Völcker-Rechts in natürlichem | Zusammenhang historisch und critisch gründlich abhandelt, und durch | Responsa, Consilia, Envnciata, Decisiones | Observationes | Arbitragen, | Parere und Rechtliche Bedencken | erläutert, auch ieder abhandelten Rechts-Materie, mit denen besten Autoribus | überall bewähret. | Zu derer Richter, Consulenten, Auditeurs, Advocaten, Procuratoren und Notarien, | und aller Rechts-Gelehrten, auch anderer allgemeinen Nutzen und Besten | ans Licht stellet | Die Hochteutsche Rechtsgelahrte Societät. | […] | Leipzig, | Verlegts Johann Samuel Heinsius, […]

- I. Theil (1746)
- Des Ersten Theils II. Band (1747)
- III. Band (1747)
- IV. Band (1748)
- V. Band (1748)
- VI. Band (1749)
- VII. Band (1749)
- VIII. Band (1750)
- IX. Band (1750)
- X. Band (1751)
- XI. Band (1751)
- [Nach 1751 erschienen bis 1754 noch fünf weitere Bände sowie ein Registerband]

- „Eröffneter Schau-Platz der Allgemeinen Welt-Geschichte des gegenwärtigen Achtzehnten Jahrhunderts: welcher die Denck- und merckwürdigsten Kirchen-, Staats-, Gelehrten- Kunst- und Natur-Geschichte, so sich vom Jahre 1701 an bis auf die jetzigen Zeiten in allen Theilen des bewohnten Erd-Kreyses nach und nach zugetragen haben; Benebst vielen ausführlichen Lebens-Beschreibungen aller in diesem Jahrhunderte verstorbenen Kayser, Chur- und anderer Geist- und weltlichen Fürsten, wie nicht weniger der berühmtesten Staats-Gelehrten und sonst wohlverdiensten Personen / aus glaubwürdigen Schrifften, sichern Urkunden und mühsamer Correspondentz […] mit Summarien und einem vollst. Reg.“, [9 Tle.], Leipzig: Zedler, 1744–1752[?]

### Monografien
- Bethesda Portvosa, | Das | Hülffreiche Wasser | Zum | LANGEN LEBEN | Insonderheit | In dem Lauchstädter Brunnen | bey Merseburg, | Und in dem | Schlacken-Bade | zu Freyberg, | Mit neuen Entdeckungen | Nach der | Historie, Chymie und Medicin, | Angewiesen von | D. Johann Friedrich Henckel, | Kön. Pohln. und Churfl. Sächsischen Land- Berg- | und Stadt-Physico und der Kön. Preußis. Societät | von Wissenschafften Mitgliede. | Freyberg und Leipzig | Verlegts Johann Heinrich Zedler, 1726.
- D. Christiani Heisteri succintta Anatomia corporis humani: Ad usum medicinae Tyronum in Tabulas redacta, Freibergae: J. H. Zedler, 1726
- Bey | Eines Sohnes | Veränderung | Seines bißherigen | Ortes oder Aufenthalts, | Veränderte | Dessen von langer Zeit her | verderbten | Geschlechts- oder sogenannten | Zu-Nahmen, | Und | Gab ihm dabey zugleich | Wohlmeynende Erinnerungen | Der | Vater | FREIBERG, | Bey Johann Heinrich Zedlern, | druckts Christoph Matthäi, | 1726.
- M. Gottlieb Jahns | Past. in Ortrandt und der Haynischen Ephorie Adj. | ETHICA SALOMONIS | Sacra | Das ist: | Die Geistliche | Sitten-Lehre | Des Predigers Salomonis, | In welcher der Weg zur Seelen-Ruhe, als der höchsten und wahren | Glückseligkeit dieses Lebens, und so fort zur künfftigen ewigen See- | ligkeit zu gelangen, gezeiget wird, | So vorhin in richtiger Connexion, nach dem Sinne des Heil. Geistes, und | Erwegung des Grund-Textes, der Ortrandischen Gemeinde | In 46. Freytags-Predigten | Deutlich und schrifftmäßig vorgetragen worden, | Jetzo aber mit vorangesetzten nützlichen Tabellen und nöthigen Anmerckungen in Druck gegeben. | Freyberg, Verlegts Johann Heinrich Zedler 1727.
- Johann Gotthard Beyers | Ursprüngliche | QUELLEN | Des | INDIFFERENTISMI | Oder | Ursachen der närrischen Meynung: | Man kan in allen Religionen | seelig werden, | Zur | Bevestigung der Warheit und Ausrottung | der Irrthümer | eröffnet, | und dem Druck überlassen. | Leipzig, | Verlegts Johann Heinrich Zedler, | Buchhändler in der Grimmischen Gaße, | in Kerstens Hause, 1727
- Der im Reiche derer Todten aufgerichtete Schauplatz unglücklicher Menschen, oder seltsame Lebens-Beschreibung solcher Personen, die durch ihr unartiges Leben ein trauriges Ende genommen, mit moralischen Anmerckungen zum Zeit-Vertreib des Frauenzimmers entworffen. Zedler, Leipzig 1728
- Die seltsamen Avanturen zweyer Personen, die durch thörigte Liebe ihren Fall gefunden: mit beygefügter Moral u. kurtzer Abhandlung von denen Temperamenten der Menschen u. bes. des Frauenzimmers. Zedler, Leipzig 1728
- Christian Michael Adolphi: De equitationis eximio usu medico dissertatio; In illustri academia Lipsiensi publice quondam pro cathedra explicata, iam secunda cura confecta ac aucta, ut novi opusculi mereatur titulum, Lipsiae: Zedler, 1729
- Christian Michael Adolphi: Trias dissertationum medico chirurgicarum; Denuo recusarum, Lipsiae: Zedler, 1730
- D. Joh. Gottfried Schaumburgs Einleitung Zum Sächßischen Rechte, Leipzig: Zedler
  - [Stück 1 (1727) und Theil 2 (1728) Wittenberg: Zimmermann]
  - Theil 3 (1729)
  - Theil 4 (1730)
- Michael Rupert Besler: Gazophylacium Rerum Naturalium E Regno Vegetabili, Animali & Minerali depromtarum […] Oder Merckwürdige Naturalien-Cammer, Welche Besondere Stücke, sowohl aus dem Gewächs- als Thier- und Mineralien-Reiche […] vor Augen legt Mit Lateinischer und Teutscher Erklärung und Register versehen. Zedler, Leipzig 1733
- Daniel Caspars von Lohenstein sämtliche Geist- und Weltliche Gedichte: Nebst nöthigen Anmerckungen. Zedler, Leipzig 1733
- Ibrahim Sultan. Schauspiel Auf die Glückseligste Vermählung Beyder Röm. Kayser […] Herrn Leopolds und […] Frauen Claudia Felicitas […] / gewidmet durch Daniel Caspar von Lohenstein. Zedler, Leipzig 1733
- Latinitatis | Theatrvm | Sive | LEXICON | Latino-Germanico-Graecvm | Universale | Reyhero-Jvnckerianvm, | In Qvo | Ordine Nativo | Vocabulorvm Latinorum Origines, Genera, Flexiones, | Significationes variae, et Adpellationes | Germanicae pariter Graecaeque, | Similiter | Formvlae loquendi praestantiores, Sententiae, Facultatum | Scientiarumque Locvtiones peculiares, et Proverbia, | Cum Oratoribus, tum quoque Philosophis, Mathematicis, Medicis, Juris-Consultis, et Theologis | familiatiora, tum et recentiori aeuo vsurpata, et ad rectius intelligendos atque explicandos quoscunque | Autores Classicos nimium quantum facientis, continentur; | Adpositis vbique Notis Criticis ad distinguendas inter se | voces Obsoletas, Barbaras, Nouas, Theologicas, Philosophicas, Fictas, Poeticas, Dubias, | et Medii Aeui, ab iis, quae sund purae Latinitatis. | Opvs Sane omnibus elegantem ac puram linguam latinam docentibus ac discentibus perutile, | Cvm Indice Locvpletissimo | Ita nunc recognitum, emendatum, auctumque, vt plane nouum videri haberique possit, ejectis infinitis mendis, | Cvm Praefatione | Ioannis Matthiae Gesneri. | Cum Priuilegio S. Caes. mai. Regis Polon. et Electoris Saxoniae. | Lipsiae, | Sumptibus Ioan. Henrici Zedleri, | Ao. M DCC XXXIII [1733]
- Dietrich Gotthard Eckard: Erklärung der Jurisprudentiae civilis, das ist: die gantze römische Rechts-Gelahrheit: nebst den gemeinen sächsischen Rechten und Jure Saxonico electorali, welche nach den Tituln derer Digestorum so in Corpore Juris Justinianei enthalten; in teutscher Sprache vorgetragen […], Leipzig, Bresslau: Zedler
  - Theil 1: 1734
  - Theil 2: 1735
- D. Johann Gottlieb Siegels, | Jur. Feud. Prof. Publ. Ordin. der Universität Leipzig Syndici, des Königl. Pohl. und Churfl. | Sächs. Ober-Hof-Gerichts wie auch des Consistorii daselbst Advocati, | Corpvs Jvris | CAMBIALIS, | Das ist: | Vollständige Sammlung | derer auf den vornehmsten Handels-Plätzen auch anderer Orten in Europa | üblichen allerneuesten | WECHSEL-ORDNUNGEN, | welchen | Hr. D. Königs sel. über die Leipziger Wechsel-Ordnung | verfertigte Anmerckungen in vielen Stücken geändert und verbessert, | auch mit einer grossen Anzahl neuer Præjudicorum vermehret; | ingleichen | Ein summarischer Inhalt zu einer jeglichen Wechsel-Ordnung gehörig, | so wohl | Auserlesene bey dem Wechsel-Negotio vorgefallene Casus mit denen darüber | ertheilten | Pareres, | auch endlich | Eine zum Wechsel-Recht überhaupt dienliche | Einleitung, | worinne vieler | Wechsel-Ordnungen eigentlicher Verstand, und dunckler Stellen | deutliche Erklärung gezeiget wird, | Nebst einem vollständigen Register beygefüget. | II. Theile. | Mit Königl. Pohln. und Churf. Sächs. allergnäd. Privilegio. | Leipzig, verlegts Johann Samuel Heinsius, 1742.

### Zeitschriften
- Eröffnetes | CABINET | Grosser Herren | Oder | Gegenwärtiger | Zustand aller Reiche | und Staaten der Welt, | Nebst andern | Merckwürdigkeiten, | […] Leipzig, in der Zedlerischen Handlung. | […]
  - [1733–1735, 25 Ausgaben nachgewiesen]
- Allerneuester | KRIEGS-STAAT, | Oder Gründliche Nachrichten | von den heutigen | Kriegs-Begebenheiten, | Welche | Mit Historischen, Politischen und an- | dern Anmerckungen erläutert | werden. | […] Leipzig, in der Zedlerischen Handlung. | […]
  - [1733–1735, 14 Ausgaben]
- Neueröffnetes | CABINET | Grosser Herren | Oder | Gegenwärtige | Staats- Hoff- Kriegs- | und Commercien-Verfassung | aller Europäischen Reiche und Staa- | en der Welt | […] | Leipzig, in Joh. Samuel Heinsii Buchladen, […]
  - [1740–1742, 12 Ausgaben]